# 権現山古墳 (小美玉市)
権現山古墳（ごんげんやまこふん）は茨城県小美玉市下玉里に所在する同市最大の大型前方後円墳である。

## 概要
権現山古墳は権現平古墳群の一つで、権現平5号墳ともいう。霞ヶ浦を望む台地縁辺に立地する市内最大の前方後円墳であり、霞ヶ浦沿岸の有力首長の墳墓と推測されている。玉里村の打ち出した玉里村総合文化センターおよび文化ゾーン構想により史跡整備が進められることとなった。それに先立つ発掘調査が明治大学を中心とする調査団により1996年（平成8年）9月から翌1997年（平成9年）2月までの期間に実施された。

## 規模・形状
墳丘長89.5メートル、後円部直径44.65メートル、前方部幅59.4メートル。盾型の周溝をもち、周溝を含めた全長は123メートルに達する。市内の舟塚古墳と同規格で、舟塚古墳を1.2倍すると権現山古墳になる。

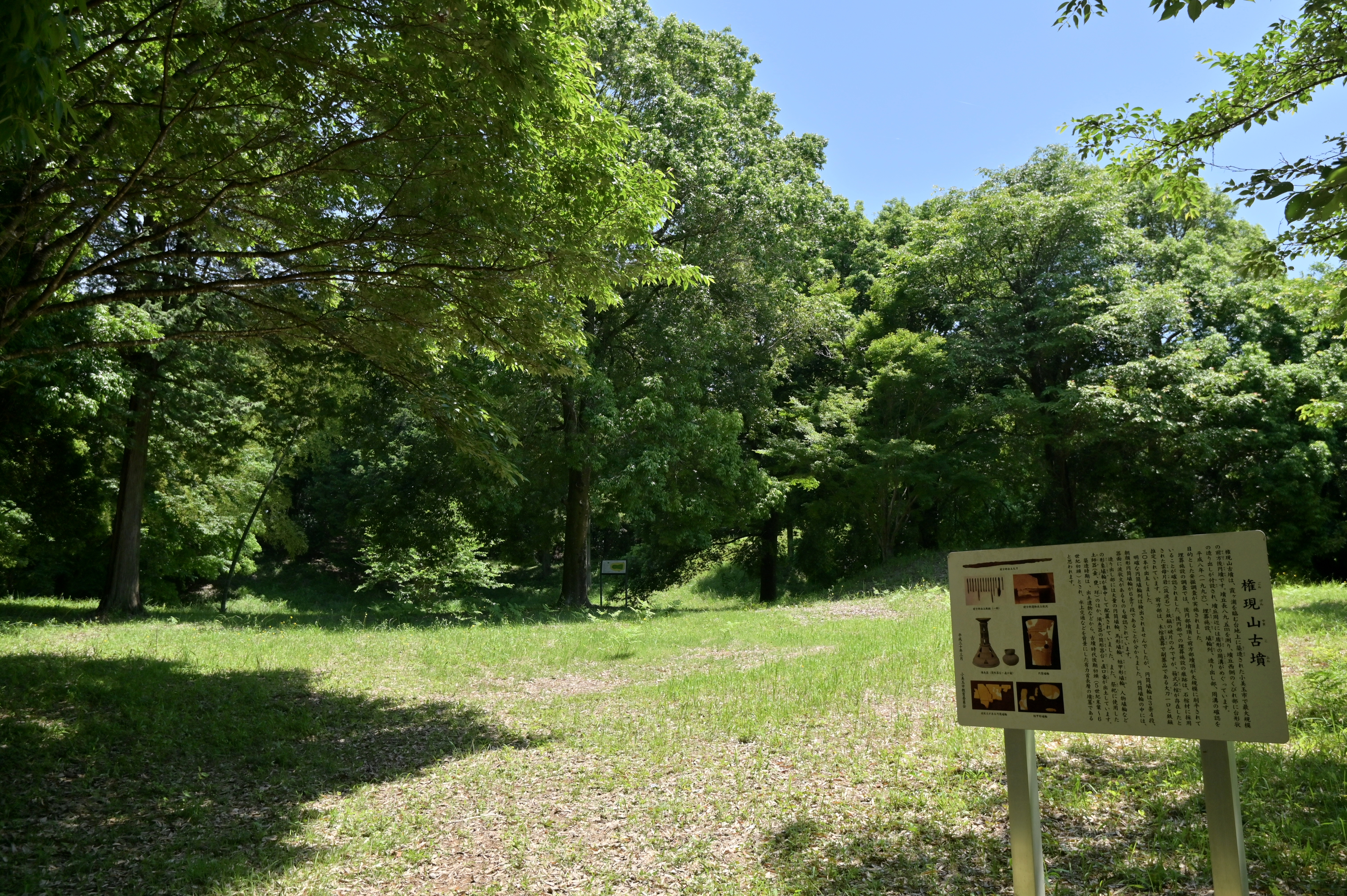
権現山古墳の入口
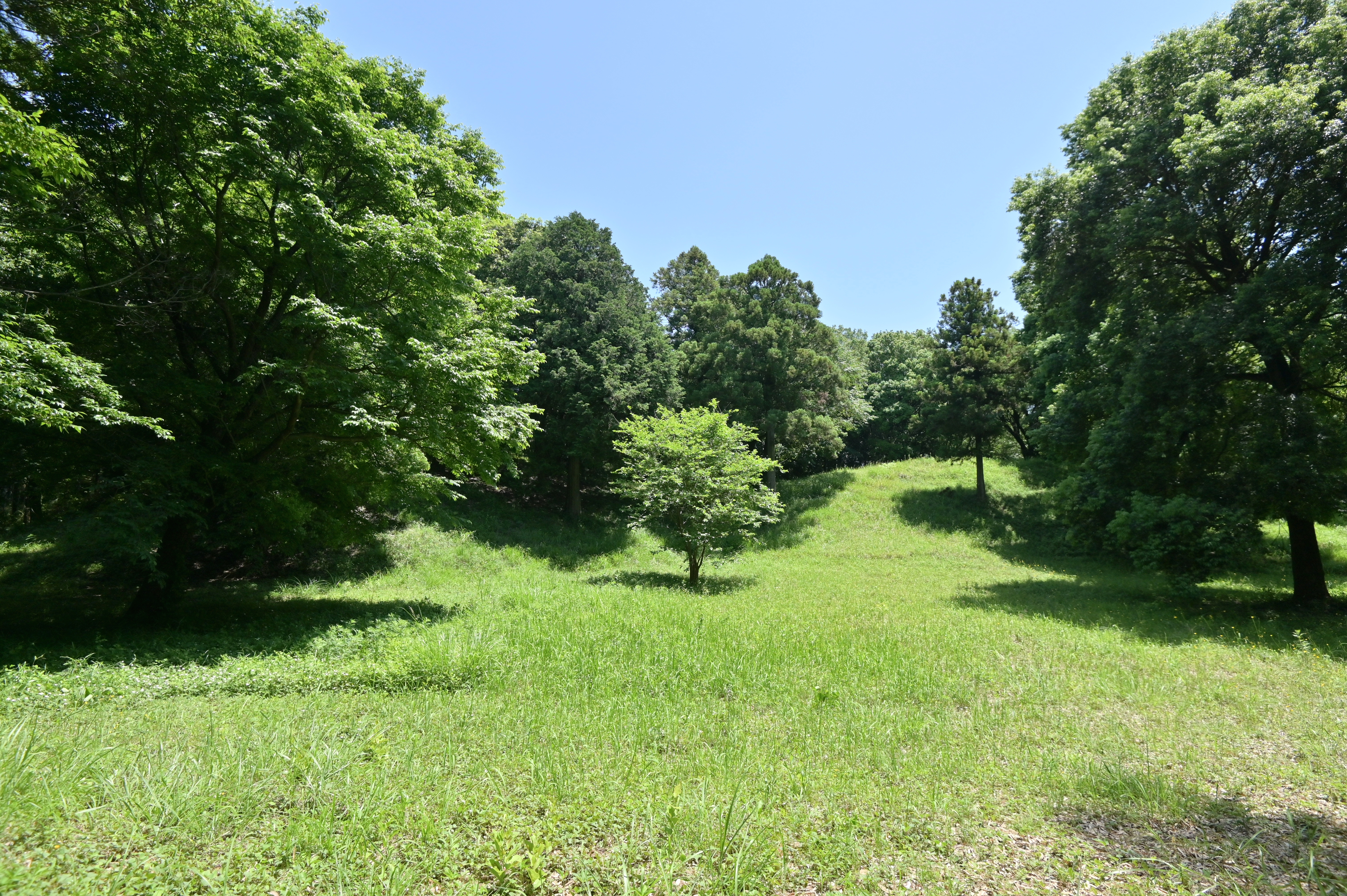
前方後円墳全景 （左：後円部、右：前方部）
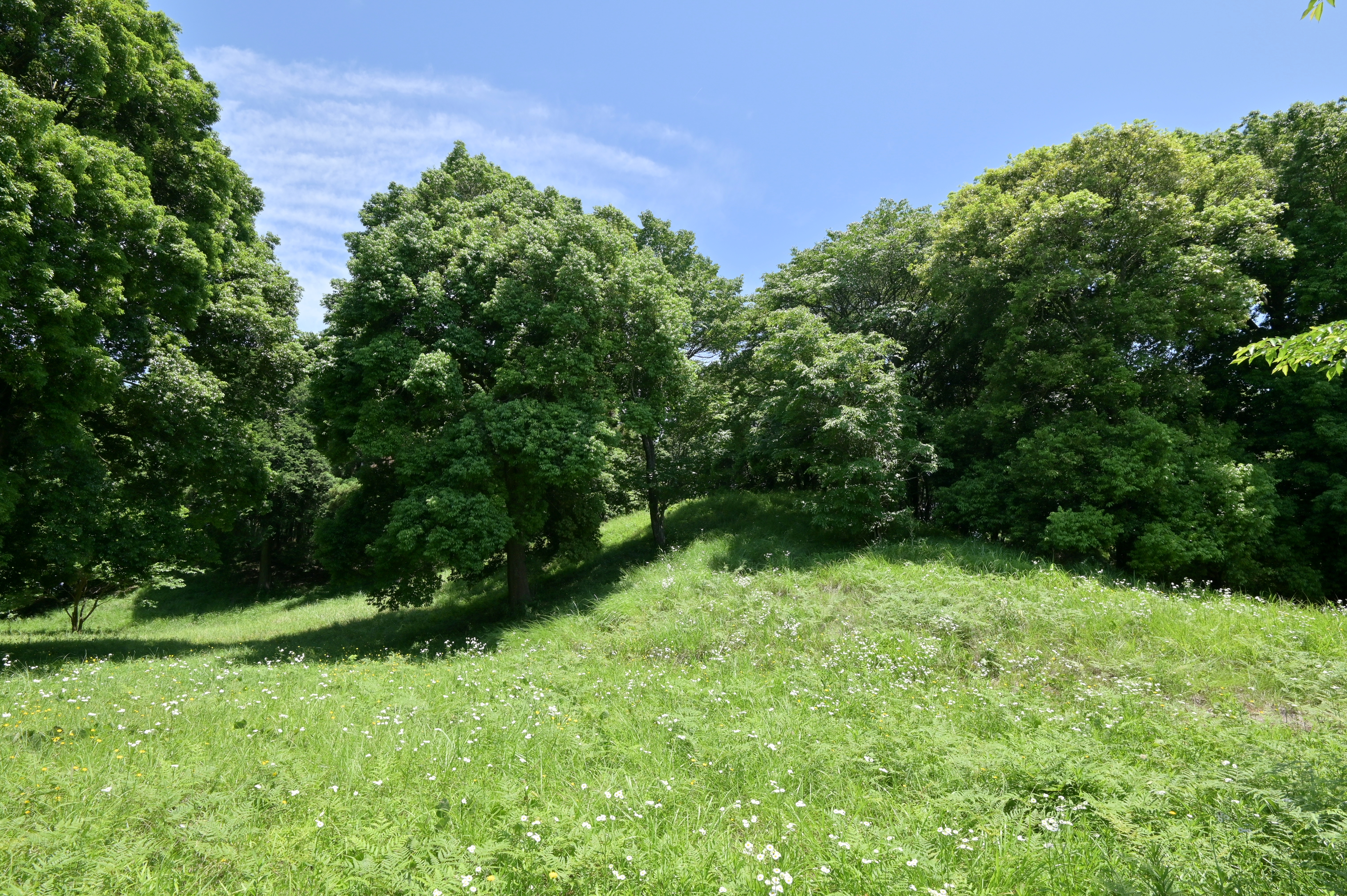
前方部
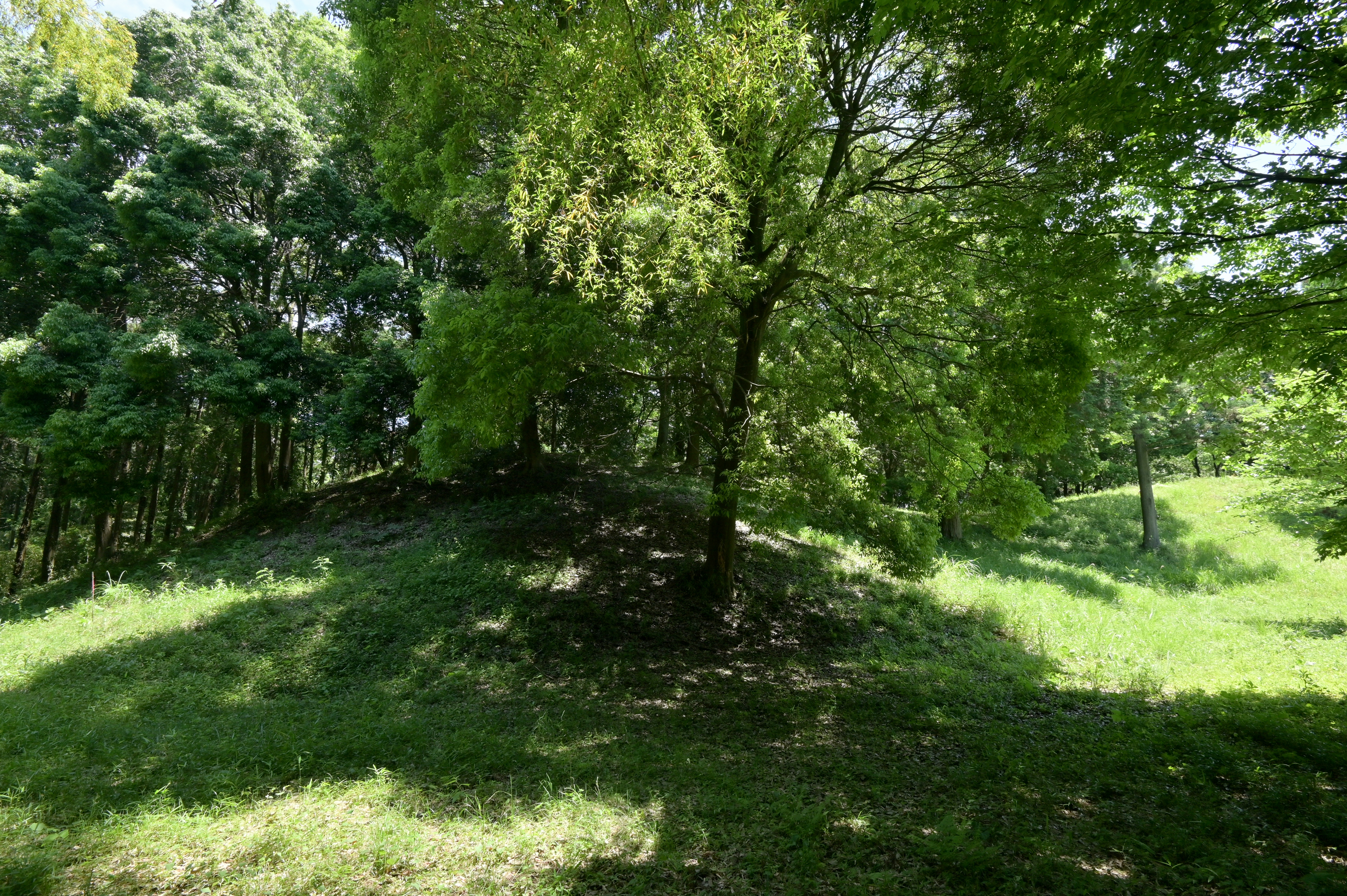
後円部

## 埋葬施設
権現山古墳の埋葬施設は後円部墳頂と前方部墳頂の2か所に存在したと考えられる。後円部墳頂は大幅に削平されており、石棺が存在したと思われる埋葬施設も基礎部分に至るまで根こそぎ破壊されていた。前方部墳頂は木棺直葬と推測されるが、明治時代以降に設置された一等三角点とその測量のための櫓の基礎によって形状・規模は確定できていない。

## 副葬品
前方部平坦面から大刀1、鉄鏃30。造出から土師器・須恵器・円筒埴輪・形象埴輪（馬、人物、短甲）がまとまって出土した。出土須恵器の中には筒型器台が含まれており、東日本における数少ない出土例である。